# Penstemon aridus
Penstemon aridus är en grobladsväxtart som beskrevs av Per Axel Rydberg. Penstemon aridus ingår i släktet penstemoner, och familjen grobladsväxter. Inga underarter finns listade i Catalogue of Life.